# Canola
Canola é um cultivo criado para ter baixo teor de ácido erúcico. O termo canola se refere a variedades de plantas de três espécies (Brassica napus, Brassica rapa, Brassica juncea) da família das crucíferas, pertencentes ao gênero Brassica, que produzem um óleo comestível. Para ser chamado canola, o óleo deve conter menos de 2% de ácido erúcico e cada grama de componente sólido da semente seco ao ar deve conter menos de 30 micromoles de glucosinolatos.

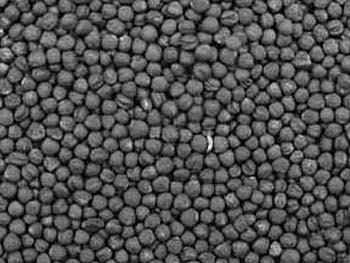
Sementes usadas na produção do óleo canola

O consumo do óleo é comum, e além de ser considerado completamente seguro para o consumo humano e animal, também é considerado estar entre os mais saudáveis de óleos derivados de plantas, tendo uma quantidade relativamente baixa de gordura saturada e um alto teor de gorduras poliinsaturadas. Também é usado como uma fonte de biodiesel.
O farelo de canola possui 34 a 38% de proteínas, sendo um excelente suplemento proteico na formulação de rações para bovinos, suínos, ovinos e aves.

## Etimologia
O nome canola foi escolhido pela diretoria da Associação de colza do Canadá na década de 1970. "Can" vem de Canada e "ola" refere-se a óleo.
No entanto, várias fontes, incluindo o Free Dictionary, continuam a afirmar que o nome representa Can(adian) + o(il) + l(ow) + a(cid), uma contração que significa "óleo canadense de baixo teor de ácido".

## História

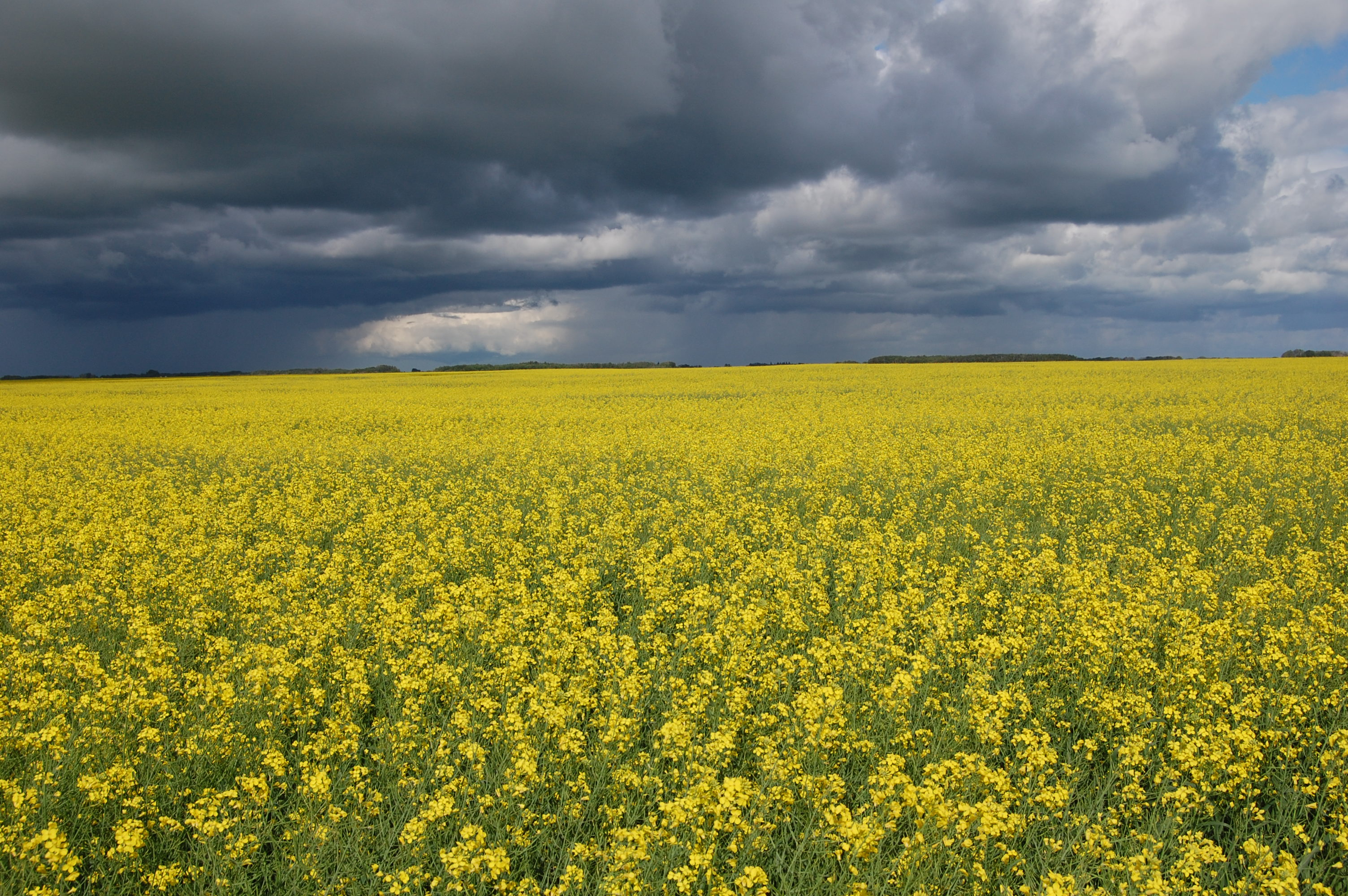
Plantação de canola em Saskatchewan, Canada

Variedades de canola com baixos níveis de ácido erúcico foram desenvolvidas através de melhoramento genético convencional de variedades de B. napus e B. rapa, e posteriormente de B. juncea. O nabo, a couve, a couve-de-bruxelas, a mostarda e vários outros vegetais são relacionados às duas variedades de canola naturais comumente cultivados. A mudança de nome serviu para distingui-lo do óleo natural das variedades disponíveis até o início dos anos 70, que tinham um teor muito mais elevado de ácido erúcico.
Variedades oleaginosas do gênero Brassica sp.  são algumas das plantas cultivadas há mais tempo, com relatos do seu uso na Índia há 4 000 anos, e na China e Japão há 2 000 anos.[9]:55 Há relatos do seu uso no norte da Europa em lamparinas no século XIII.[9] Seu uso era limitado até o desenvolvimento de máquinas a vapor, quando foi constatado que o óleo de colza era um melhor lubrificante para superfícies de metal deste tipo de máquina. A Segunda Guerra Mundial trouxe uma grande aumento na demanda deste óleo como lubrificante para o crescente número de máquinas a vapor em embarcações navais e mercantes. Quando a guerra limitou o acesso às fontes europeias e asiáticas de óleo de colza, sua consequente escassez levou à expansão da produção no Canadá.
Depois da Segunda Guerra Mundial, houve uma queda drástica da demanda, e agricultores começaram a procurar outros usos para a colza. Extratos de óleo de colza foram colocadas no mercado em 1956-1957 como produtos alimentares, mas estes possuíam várias características desfavoráveis, como um sabor distinto e uma cor esverdeada indesejável, devido à presença de clorofila. O óleo também continha uma concentração elevada de ácido erúcico. Experimentos em animais apontaram para a possibilidade de que o ácido erúcico, consumido em grandes quantidades, pudesse causar danos ao coração, apesar de pesquisadores indianos terem publicado resultados que questionavam estas conclusões, além da implicação de que o consumo de mostarda ou óleo de colza seja perigoso. Foi tentado seu uso em ração de gado, o que também não foi particularmente atraente, por causa dos altos níveis de compostos de sabor ácido chamados glicosinolatos.
A canola foi desenvolvida por melhoramento genético convencional a partir da colza no início da década de 1970, na Universidade de Manitoba, no Canadá, por Keith Downey e Baldur R. Stefansson, possuindo um perfil nutricional muito diferente, além de quantidades muito menores de ácido erúcico. 

### Valor nutricional

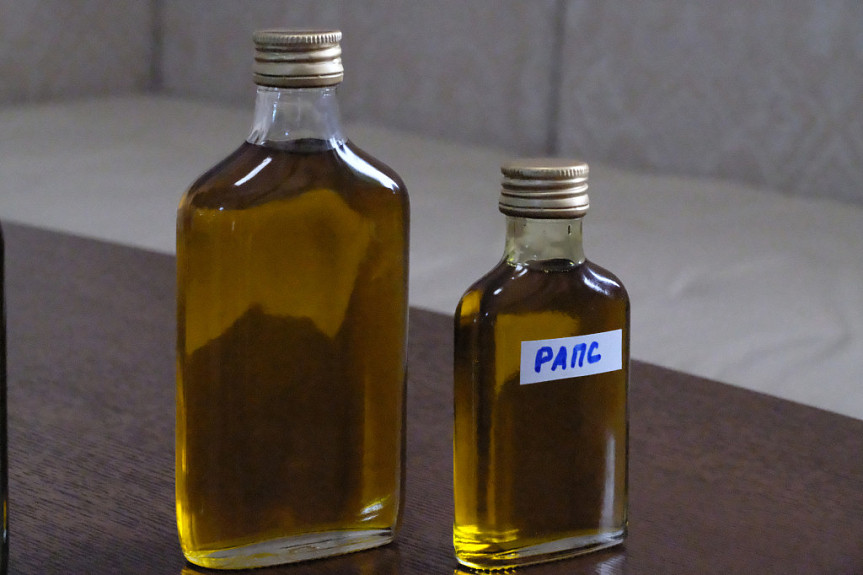
Óleo de colza obtido como experiência. Buriácia, Rússia

O grão apresenta em média:
- 40-45% de óleo,
- 20-25% de proteína, e
- 25% de carboidratos.[carece de fontes?]

O óleo é composto predominantemente por ácido oleico com teor de 58%, comparável ao azeite de oliva, e 10% de ácido linolênico, comparável ao encontrado no óleo de soja. Seu teor de ácidos graxos é maior do que o dos óleos de amendoim e dendê e menor do que o dos óleos de soja, girassol, milho e algodão. O óleo de canola é rico em dois ácidos graxos que o corpo humano não pode produzir: o ácido linoleico, um ômega-6, e o ácido alfalinolênico, um ômega-3 essencial que protege contra ataques cardíacos e acidentes vasculares cerebrais ao ajudar a reduzir o colesterol ruim.
O óleo de canola é alardeado pela indústria como um dos óleos mais saudáveis que existem no mercado por causa do baixo conteúdo de gordura saturada e alto (quase 60%) conteúdo de gorduras monoinsaturadas. Ele tem um sabor muito leve e é bom para cozinhar ou como tempero para saladas.
O óleo de canola contém ácidos graxos, ômega 6 e ômega 3---numa proporção de dois por um---, e perde só para o óleo de linhaça em ômega 3. O óleo de canola é um dos óleos mais saudáveis para o coração e há registro de que ele reduz níveis de colesterol, níveis de Triacilglicerol, e mantém as plaquetas saudáveis. Alguns agricultores britânicos, como Hillfarm Oils e Farrington Oils, começaram a produzir azeite de colza por prensagem a frio para óleo de cozinhar e de tempero.
De acordo com a BBC Trust Me, quando usados para fritura, o azeite e o óleo de canola produzem muito menos aldeídos, assim como a manteiga e a banha animal. O motivo é que esses óleos são ricos em ácidos graxos monoinsaturados e saturados, que são muito mais estáveis quando submetidos ao calor. Na verdade, gorduras saturadas raramente passam pelo processo de oxidação.

#### A questão do ácido erúcico
Embora o óleo de colza contenha quantidades significativas de ácido erúcico, as cultivares utilizadas na produção do óleo comercial de qualidade alimentar de canola foram criadas para conter menos de 2% de ácido erúcico, uma quantidade considerada não significativa para riscos de saúde. Até hoje, nenhum efeito na saúde foi associado com o consumo dietético de ácido erúcico pelos seres humanos, mas os testes de metabolismo do ácido erúcico em outras espécies implicam que em níveis mais elevados podem ser prejudiciais.:646–657 O óleo de canola produzido usando plantas geneticamente modificadas também não foi mostrado produzindo explicitamente efeitos adversos.
O teor de ácido erúcico no óleo de canola foi reduzido ao longo dos anos. No oeste do Canadá, houve uma redução do teor médio de 0,5% entre 1987 e 1996 para o teor atual de 0,01% entre 2008 e 2015. Outros relatórios também mostram um conteúdo inferior a 0,1% na Austrália e no Brasil.
O óleo de canola não apresenta riscos incomuns para a saúde,:646–657 e seu consumo em formas alimentares é geralmente reconhecido como seguro pela Administração de Alimentos e Medicamentos dos Estados Unidos.

## Produção Mundial
| 1.  | Canadá         | 4,17 |
| 2.  | China          | 3,64 |
| 3.  | Alemanha       | 3,14 |
| 4.  | Índia          | 2,47 |
| 5.  | França         | 1,78 |
| 6.  | Polónia        | 1,19 |
| 7.  | Japão          | 1,02 |
| 8.  | Reino Unido    | 0,83 |
| 9.  | Estados Unidos | 0,71 |
| 10. | Bélgica        | 0,64 |

Fonte: Oil, Rapeseed production by FAO.